# Wood River, British Columbia
Wood River är ett vattendrag i Kanada.   Det ligger i provinsen British Columbia, i den centrala delen av landet, 3 200 km väster om huvudstaden Ottawa. Wood River ligger vid sjön Kinbasket Lake.
I omgivningarna runt Wood River växer i huvudsak barrskog. Trakten runt Wood River är nära nog obefolkad, med mindre än två invånare per kvadratkilometer.